# Liste der Monuments historiques in Robert-Espagne
Die Liste der Monuments historiques in Robert-Espagne führt die Monuments historiques in der französischen Gemeinde Robert-Espagne auf.

## Liste der Objekte
| Bezeichnung                                              | Beschreibung                                         | Standort                        | Kennzeichnung | Schutzstatus | Datum | Bild |
| -------------------------------------------------------- | ---------------------------------------------------- | ------------------------------- | ------------- | ------------ | ----- | ---- |
| Vier Gemälde: Leben des heiligen Franziskus              | Ölfarbe auf Leinwand, 18. Jahrhundert                | in der Kirche St-Louvent (Lage) | PM55002253    | Inscrit      | 1994  |      |
| Zwei Skulpturen: Heiliger Lupentius und heiliger Eligius | Stein, farbig gefasst und vergoldet, 18. Jahrhundert | in der Kirche St-Louvent (Lage) | PM55002254    | Inscrit      | 1995  |      |